# Эшерсон, Рене
До́роти Рене́ Э́шерсон (англ. Dorothy Renée Asherson; 19 мая 1915, Кенсингтон — 30 октября 2014, Лондон) — английская актриса театра, кино и телевидения.

## Биография
Родилась 19 мая 1915 года в Кенсингтоне (Лондон). Отец — Чарльз Стивен Эшерсон (1877—1945), бизнесмен и библиофил; мать — Дороти Лилиан (1881—1975; до замужества — Вайсман); её родители были немецкими евреями; была старшая сестра Джанет (1914—?). В детстве девочка жила в разных местах: в городке Джеррардс-Кросс (графство Бакингемшир; здесь она училась в школе для девочек), во французской области Анжу, в Швейцарии. Окончив среднюю школу, поступила в Академию драматического искусства Уэббера Дугласа в Лондоне.
Впервые на экране Эшерсон появилась в 1939 году — она исполнила небольшую роль в телефильме «Улыбаясь горю». Затем последовал пятилетний перерыв, и с 1944 года она начала сниматься в кинофильмах, нередко в заметных ролях. Всего за 62 года (1939—2001) Эшерсон появилась в примерно 65 фильмах и сериалах.
Рене Эшерсон скончалась 30 октября 2014 года в районе Примроуз-Хилл (Лондон) от естественных причин (актрисе было 99 лет). Среди известных переживших её родственников можно отметить Нила Эшерсона (род. 1932), шотландского журналиста и писателя, который является её племянником.
В некрологах об актрисе говорили так: «Ясность дикции, открытое поведение, ярко-голубые глаза и вздёрнутый носик Эшерсон были отличительными чертами её внешности; часто казалось, что она сочетает в себе „котёночность“ Вивьен Ли с грацией и серьёзностью водянистых глаз Селии Джонсон», «она никогда не играла главные роли, но всегда была особенной»; «обладательница безупречной красоты и кокетливой грации, она была самой восхитительной фигурой на английской сцене», «её сравнивали с Вивьен Ли и Селией Джонсон за её эмоциональный диапазон, милую внешность и драматическую силу».

### Работа в театре
Эшерсон была «шекспировской актрисой». Она играла в таких известных театрах как «Олд Вик», «Ливерпульский театр», «Вестминстерский театр», «Театр Ноэла Кауарда», «Олдвич», «Аполло», «Критерион», «Сент-Мартинс», «Савой», «Королевский театр в Йорке». Впервые на театральных подмостках девушка появилась 17 октября 1935 года, когда ей было 20 лет (массовка в постановке «Ромео и Джульетта»).
С 1937 по 1938 год была актрисой Бирмингемского репертуарного театра.
Играла в постановках «Буря», «Ночь ошибок», «Двенадцатая ночь», «Венецианский купец», «Король Иоанн», «Много шума из ничего», «Трамвай „Желание“».

### Личная жизнь
4 мая 1953 года Эшерсон вышла замуж за известного актёра Роберта Доната (1905—1958). Пять лет спустя после свадьбы мужчина умер, о совместных детях пары ничего неизвестно.

## Фильмография

### Широкий экран
- 1944 — Путь вперёд[англ.] / The Way Ahead — Марджори Гиллингем
- 1944 — Генрих V / Henry V — принцесса Екатерина
- 1945 — Через тернии к звёздам[англ.] / The Way to the Stars — Айрис Уинтертон
- 1945 — Цезарь и Клеопатра / Caesar and Cleopatra — Ирас (в титрах не указана)
- 1949 — Маленькая задняя комната[англ.] / The Small Back Room — капрал ЖВТК
- 1949 — Лекарство для любви[англ.] / The Cure for Love — Милли Саутерн
- 1951 — Бассейн в Лондоне / Pool of London — Салли
- 1951 — Оставшийся в тени[англ.] / The Magic Box — мисс Тэгг
- 1953 — Мальтийская история[англ.] / Malta Story — Джоан Риверс
- 1954 — Время — мой враг[англ.] / Time Is My Enemy — Барбара Эвертон
- 1961 — День, когда загорелась Земля / The Day the Earth Caught Fire — Анжела
- 1966 — Распутин, безумный монах / Rasputin the Mad Monk — царица Александра
- 1969 — Разбившаяся птичка, которую я знал[англ.] / The Smashing Bird I Used to Know — Энн Джонсон
- 1973 — Театр крови / Theatre of Blood — миссис Максвелл
- 1999 — Серая Сова[англ.] / Grey Owl — Кэрри Белани
- 2001 — Другие / The Others — старуха-медиум

### Телевидение
- 1953—1956 — Дуглас Фэрбенкс представляет[англ.] / Douglas Fairbanks Presents — разные роли (в 5 эпизодах)
- 1969 — Странный отчёт[англ.] / Strange Report — мисс Далтон (в эпизоде Report 8944: Hand — A Matter of Witchcraft)
- 1978 — Триллер на диване[англ.] / Armchair Thriller — мать Ансилла (в 6 эпизодах)
- 1978 — Дизраэли[англ.] / Disraeli — леди Брэдфорд (в эпизоде The Chief 1872—1881)
- 1981 — Тенко[англ.] / Tenko — Сильвия Эшбёртон (в 8 эпизодах)
- 1984 — Королевский суд[англ.] / Crown Court — миссис Роджерс (в эпизоде Love and War: Part 1)
- 1985 — Любовь в «Восточном экспрессе» / Romance on the Orient Express — Беатрис
- 1989 — Жизнь Норберта Смита[англ.] / Norbert Smith: A Life — леди Норберт
- 1992 — Один экран[англ.] / Screen One — старушка (в эпизоде Running Late)
- 1993 — Лавджой[англ.] / Lovejoy — баронесса (в эпизоде Dainty Dish)
- 1997 — Убийства в Мидсомере / Midsomer Murders — Эмили Симпсон (в эпизоде The Killings at Badger’s Drift)